# XIII Giochi asiatici
I XIII Giochi asiatici si disputarono a Bangkok, Thailandia, dal 6 al 20 dicembre 1998.

## Medagliere
| #      | Nazione             | Oro | Argento | Bronzo | Totale |
| ------ | ------------------- | --- | ------- | ------ | ------ |
| 1      | Cina                | 129 | 78      | 67     | 274    |
| 2      | Corea del Sud       | 65  | 46      | 53     | 164    |
| 3      | Giappone            | 52  | 61      | 68     | 181    |
| 4      | Thailandia          | 24  | 26      | 40     | 90     |
| 5      | Kazakistan          | 24  | 24      | 30     | 78     |
| 6      | Taipei cinese       | 19  | 17      | 41     | 77     |
| 7      | Iran                | 10  | 11      | 13     | 34     |
| 8      | Corea del Nord      | 7   | 14      | 12     | 33     |
| 9      | India               | 7   | 11      | 17     | 35     |
| 10     | Uzbekistan          | 6   | 22      | 12     | 40     |
| 11     | Indonesia           | 6   | 10      | 11     | 27     |
| 12     | Malaysia            | 5   | 10      | 14     | 29     |
| 13     | Hong Kong           | 5   | 6       | 6      | 17     |
| 14     | Kuwait              | 4   | 6       | 4      | 14     |
| 15     | Sri Lanka           | 3   | 0       | 3      | 6      |
| 16     | Pakistan            | 2   | 4       | 9      | 15     |
| 17     | Singapore           | 2   | 3       | 9      | 14     |
| 18     | Qatar               | 2   | 3       | 3      | 9      |
| 19     | Mongolia            | 2   | 2       | 10     | 14     |
| 20     | Birmania            | 1   | 6       | 4      | 11     |
| 21     | Filippine           | 1   | 5       | 12     | 18     |
| 22     | Vietnam             | 1   | 5       | 11     | 17     |
| 23     | Turkmenistan        | 1   | 0       | 1      | 2      |
| 24     | Kirghizistan        | 0   | 3       | 3      | 6      |
| 25     | Giordania           | 0   | 3       | 2      | 5      |
| 26     | Siria               | 0   | 2       | 4      | 6      |
| 27     | Nepal               | 0   | 1       | 3      | 4      |
| 28     | Emirati Arabi Uniti | 0   | 1       | 1      | 2      |
| 29     | Macao               | 0   | 1       | 0      | 1      |
| 30     | Bangladesh          | 0   | 0       | 1      | 1      |
| 30     | Brunei              | 0   | 0       | 1      | 1      |
| 30     | Laos                | 0   | 0       | 1      | 1      |
| 30     | Oman                | 0   | 0       | 1      | 1      |
| Totale | Totale              | 378 | 380     | 467    | 1225   |

## Discipline sportive
- Sport acquatici
  -  Tuffi (dettagli) (4)
  -  Nuoto (dettagli) (32)
  -  Nuoto sincronizzato (dettagli) (2)
  -  Pallanuoto (dettagli) (1)
- Tiro con l'arco (dettagli) (4)
- Atletica leggera (dettagli) (45)
- Badminton (dettagli) (7)
- Baseball (dettagli) (1)
- Pallacanestro (dettagli) (2)
- Bowling (dettagli) (10)
- Pugilato (dettagli) (12)
- Canoa/kayak (dettagli) (12)
- Biliardo (dettagli) (10)
- Ciclismo (dettagli) (15)
- Equitazione (dettagli) (6)
- Scherma (dettagli) (10)
- Hockey su prato (dettagli) (2)
- Calcio (dettagli) (2)
- Golf (dettagli) (4)
  - Ginnastica (16)
- Ginnastica artistica (dettagli)
- Ginnastica ritmica (dettagli)
- Pallamano (dettagli) (2)
- Judo (dettagli) (14)
- Kabaddi (dettagli) (1)
- Karate (dettagli) (11)
- Canottaggio (dettagli) (11)
- Rugby (dettagli) (2)
- Vela (dettagli) (16)
- Sepak takraw (dettagli) (6)
- Tiro (dettagli) (34)
- Softball (dettagli) (1)
- Soft tennis (dettagli) (4)
- Squash (dettagli) (2)
- Tennistavolo (dettagli) (7)
- Taekwondo (dettagli) (16)
- Tennis (dettagli) (7)
- Pallavolo
  -  Pallavolo (dettagli) (2)
  -  Beach volley (dettagli) (2)
- Sollevamento pesi (dettagli) (15)
- Lotta (dettagli) (16)
- Wushu (dettagli) (11)

Sport dimostrativi
- Danza sportiva (dettagli) (2)
- Muay thai (dettagli) (?)